# Catherine Verfaillie
Catherine Verfaillie (Ieper, 22 april 1957) is een Vlaamse arts en hoogleraar aan de Katholieke Universiteit Leuven. Ze is bekend door haar werk op het gebied van stamcelonderzoek en leidt in Leuven het Stamcelinstituut. Haar werk heeft wel controverse veroorzaakt naar aanleiding van beschuldigingen van ondermaatse laboratoriumpraktijken en het fabriceren van data door leden van haar laboratorium.

## Loopbaan
Verfaillie was als kind gepassioneerd door sport. Ze werd Belgisch juniorenkampioen in de vijfkamp en raakte zo in de nationale ploeg. Op een training blesseerde ze zich zwaar aan haar knie. Ze ging Lichamelijke opvoeding studeren aan de Katholieke Universiteit Leuven, maar haar knieproblemen verplichtten haar te stoppen met sport. Vanwege de overlap van vakken tussen sportwetenschappen en geneeskunde, stapte ze over naar die studie, aan de KULAK en de KU Leuven.
Na haar opleiding tot arts in Leuven, specialiseerde Verfaillie zich in het Universitair Ziekenhuis Leuven in de interne geneeskunde en de behandeling van kwaadaardige bloedziekten, zoals leukemie. Zij werkte op de Leuvense afdeling hematologie, waar de beenmergtransplantatie tot ontwikkeling kwam.
In 1987 vertrok zij als research-fellow naar de University of Minnesota. Daar bouwde zij een onderzoekscarrière uit, eerst in het ontrafelen van de ontstaansmechanismen van leukemie, nadien in de richting van de stamcellen. In 1997 werd ze benoemd tot hoogleraar. Van 1998 tot 2006 leidde ze het Stem Cell Institute van de University of Minnesota. In 2003 reikt de Leuvense universiteit haar een eredoctoraat uit. In 2005 volgt de aankondiging dat ze terugkeert naar haar Alma Mater, naar eigen zeggen uit 'persoonlijke motieven'. In Leuven krijgt ze de nodige middelen en kan ze het Stamcelinstituut uitbouwen. Verfaillie is lid van de Raad van Advies van de Itinera denktank.

## Medisch onderzoek
Verfaillie verrichtte vooreerst onderzoek naar het steunweefsel, het stroma of micro-environment van het beenmerg, waarop de bloedvormende stamcellen gedijen. Meer specifiek wordt zij genoemd bij de ontrafeling van de interacties tussen dit stroma en de kwaadaardige of leukemisch ontaarde stamcellen. Zij kon aantonen dat ontregeling van de normale bindings- processen tussen bloedvoorlopers en hun steunweefsel, deel uitmaakt van het directe ontstaansproces van leukemie. Hierin ontdekte zij dan ook een potentieel aangrijpingspunt voor innovatieve behandelingsmethoden.
Vanuit haar interesse in het stroma, kwam zij terecht bij de zogenaamde mesenchymatische stamcellen of de voorlopers van wat werd gedacht louter steunweefsel te zijn. In 2002 publiceert ze een ophefmakende studie. De conclusie daarvan is dat er - naast embryonale stamcellen - ook adulte stamcellen bestaan, meer specifiek multipotente adulte progenitorcellen (MAPC's). De stamcellen - afkomstig uit het beenmerg - kunnen tot alle soorten steunweefsel uitgroeien, van zenuw- of levercellen, over spiercellen, tot long-, hart-, darm-, hersen- en botweefsel.

## Genetische manipulatie van embryonale stamcellen
Met de resultaten wordt een alternatief geboden voor het - maatschappelijk gevoelig liggende - onderzoek met embryo's en embryonale stamcellen. Mits de juiste manipulaties in het laboratorium, kunnen adulte stamcellen mogelijk aangewend worden bij het herstel van allerlei ziekten (zie verder). Genetische manipulatie van deze stamcellen zou ook perspectieven bieden voor de behandeling van afwijkingen zoals hemofilie, sikkelcelanemie, spierdystrofie, enzovoort.
De aanwending van stamcellen als specifieke cel- of weefseltherapie kan ook de transplantatiegeneeskunde veranderen: waarom nog organen overplanten als reparatieve weefsels vanuit het labo beschikbaar zijn? De resultaten beloven daarom een stap te zijn richting de regeneratieve geneeskunde.
Men weet nu dat - in tegenstelling met de meeste embryonale stamcellen - de MAPC's géén aanleiding geven tot het ontstaan van tumoren, wanneer zij worden ingespoten bij het proefdier. Zij vormen dus een mogelijk veiliger alternatief voor aanwending bij de mens.
Verfaillies werk gaf aanleiding tot meer dan 100 artikelen in medische tijdschriften, bijdragen aan hematologische handboeken en internationale congressen.
Ten gevolge van de conclusies van de studie werd de grootte van het budget voor haar lab verdubbeld.
Verfaillie is houder van meerdere patenten en fungeert bij Amerikaanse instanties als adviseur inzake stamceltechnologie en -ontwikkeling.

## Prijzen
Zij ontving de José Carreras-prijs, de Leukemia Society of America Award en de Damasheck-prijs van de Amerikaanse Vereniging voor Hematologie.
De K.U.Leuven kende haar een eredoctoraat toe "voor haar fundamentele bijdrage aan het hematologische stamcelonderzoek, meer specifiek voor haar beschrijving van de multipotente adulte progenitorcellen, die een alternatief bieden voor het gebruik van embryo's en embryonale stamcellen en die unieke perspectieven bieden bij de behandeling van ziekten zoals hartinfarct, ziekte van Parkinson, ziekte van Alzheimer, reuma, diabetes en kanker".
In 2005 eindigde ze op nr. 127 tijdens de Vlaamse versie van De Grootste Belg.

## Stam Cell Institute
In het door haar opgerichte Stam Cell Institute trekt zij jonge onderzoekers aan.
Zij heeft ondertussen wereldwijd een netwerk van researchgroepen rond het stamcelonderzoek uitgebouwd.

## Politiek
In 2019 sloot Verfaillie zich aan bij Groen, waar ze de vierde plaats op de lijst voor de Europese verkiezingen kreeg.
- Bibsys: 8063708
- Library of Congress Control Number: n2004122897
- Nationale Bibliotheek van Tsjechië: xx0115539
- Nationale Bibliotheek van Israël: 987007439813505171
- Nederlandse Thesaurus van Auteursnamen: 169206688
- ORCID: 0000-0001-7564-4079
- ResearcherID: H-5148-2013
- Système universitaire de documentation: 128173181
- Virtual International Authority File: 120626910
- WorldCat: E39PBJcgx8rFKhj6q8BFvqFR8C